# Афинский, Платон Иванович
Плато́н Ива́нович Афи́нский (26 октября 1816, Дмитров — 28 января 1874, Москва) — протоиерей Русской Православной церкви, автор весьма популярных учебников, разошедшихся в XIX веке во многих десятках тысяч экземпляров.

## Биография
Родился 26 октября 1816 года в семье диакона из города Дмитрова.
Начальное образование получил в Дмитровском духовном училище, а затем в 1838 году со званием студента окончил курс в Вифанской семинарии и выдержал экзамен в Московскую духовную академию.
В силу обстоятельств он должен был отказаться от продолжения академического курса и заняться преподаванием греческой, русской и славянской грамматики, арифметики и нотного пения сначала в Звенигородском, а затем, в Дмитровском духовных училищах.
20 сентября 1843 года определен священником к Ианнуариевской при Запасном дворце церкви в Москве и в первые же годы священства получил место законоучителя в нескольких низших училищах.
Скончался 28 января 1874 года в Москве.

### Литературно-духовная деятельность
В 1857 году появилась составленная Афинским «Книга для духовно-православного чтения в начальных училищах», которая в 1897 году вышла 35-м изданием, с изменениями и дополнениями. В 14-м издании были сделаны дополнения для духовных и уездных училищ.
В 1860 году появилось «Краткое понятие о храме, священных вещах и лицах, с изображением храма и утвари церковной» (в 1876 г. — 4-е изд.).
В 1866 году вышла в свет составленная П. И. Афинским «Азбука для православного русского народа в 14 уроках, с приложением церковной азбуки и титла, с объяснением Символа Веры и 10 заповедей», (в 1886 г. — исправленное издание, в 15 уроках).
По мнению современников, изложение всех составленных Афинским книг отличалось «безыскусственною простотою».